# Продеинотеријум
Продеинотеријум (лат. Prodeinotherium) је сродник деинотеријума који је живео пре 25 милиона година у северној Африци током Миоценског периода. Први пут, фосил продеинотеријума пронашао је немачки палеонтолог Кристијан Ерик Херман фон Мејер 1831. године.

## Величина продеинотеријума
По комплетним скелетима, продеинотеријум је био величине азијског слона, отприлике 3-4 метра.

## Станиште
По локалитетима на којима су пронађени фосили, продеинотеријум је вероватно живео у саванским ливадама. Занимљиво је то да је продеинотеријум живео и на просторима Војводине, иако нису пронађени никави фосили као доказ за ову тврдњу.

## Класификација
Продеинотеријум је припадао породици изумрлих слонова Deinotheriidae. Нажалост ова животињска породица није оставила ниједног живог потомка.

## Исхрана
Продеинотеријум се хранио лишћем са високих дрвећа, кором дрвета и високом травом.
- Доња вилица деинотеријума
- Комплетан скелет продеинотеријума
- Доња вилица продеинотеријума
- Деинотеријум